# Нападение в Нджамене (2025)
8 января 2025 года в столице Чада Нджамене было совершено нападение на Президентский дворец неизвестными вооруженными лицами, предположительно из Боко Харам. В результате нападения погибло не менее 20 человек, в том числе 18 вооруженных лиц и двое солдат. 11 человек ранено.

## События
Атака началась около 8:45 вечера. По меньшей мере 24 вооруженных человека, предположительно из Боко Харам, атаковали внутреннюю часть президентского дворца, устроив массовую стрельбу и взорвав автомобиль. Президент Чада Махамат Деби находился внутри дворца во время атаки, но не пострадал.
По словам министра иностранных дел Чада Абдерамана Куламаллаха, что нападавшими были местные молодые люди из Нджамены, которые были неорганизованны и находились в состоянии алкогольного и наркотического опьянения.
Атака произошла через несколько часов после визита министра иностранных дел Китая Ван И в столицу. Гражданские лица Уехали на машинах и мотоциклах.
В ответ на нападение Национальная армия Чада перекрыла все дороги, ведущие к президентскому дворцу, а на улицах были размещены силы обороны и бронетехника, направляющиеся к дворцу. В столице можно было увидеть танки.

## Жертвы
По словам министра иностранных дел Чада Абдерамана Куламаллаха, 18 нападавших были убиты и шестеро ранены, в то время как двое сотрудников сил безопасности были убиты и пятеро получили тяжелые ранения.